# Râul Arpașul Mare
Râul Arpașul Mare este unul din brațele care formează râului Arpaș. 